# Franco Sancassani
Franco Sancassani (Lecco, 12 aprile 1974) è un canottiere italiano, nove volte campione del mondo e una volta campione europeo.
È il fratello di Elisabetta Sancassani.